# Toronto Golf Club
De Toronto Golf Club is een golfclub in Canada. De golfclub werd opgericht in 1876 en bevindt zich in Mississauga, Ontario. De club beschikt over een 27-holes golfbaan en werd ontworpen door de golfbaanarchitect H.S. Colt.
De 27 holesbaan werd opgesplitst in een 18 holesbaan, de "Colt"-course, en een 9 holesbaan, de "Watson"-Course.

## Geschiedenis
In 1876 werd de Toronto Golf Club opgericht en het is de derde oudste golfclub in Noord-Amerika. Oorspronkelijk bevond de golfclub in het centrum van Toronto, maar verhuisde naar Mississauga, in 1911. In 1912 wierf de club golfbaanarchitect H.S. Colt aan om een nieuwe golfbaan te ontwerpen en werd tijdens de herfst-seizoen voltooid.
De club ontving vijf keer het Canadees Open, waarvan twee keer op hun oude locatie (1905 & 1909) en drie keer op hun nieuwe golfbaan (1914, 1921, & 1927), en acht keer het Canadian Amateur Championship.

## Golftoernooien
Voor het golftoernooi voor de heren en de dames wordt er gespeeld op de "Colt"-baan. De lengte van de baan voor de heren is 6251 m met een par van 70. De course rating is 73,1 en de slope rating is 138.
- Canadees Open: 1905, 1909, 1914, 1921, & 1927